# 411 Versus
411 Versus (tudi 411 VS.) je rolkarsko tekmovanje, pri katerem je izbranih 16 poklicnih rolkarjev, ki se vsak z enim trikom spopadejo v dvoboju, ki gre na izpadanje, poteka pa štirih krogih. Za najboljši trik glasujejo obskovalci 411 video revije, nov krog pa se začne z vsako novo številko revije.
Zmagovalci prejšnjega kroga in triki novega kroga so pokazani na spletni strani in na koncu video številke, kjer rezultate predstavi Mike Vallely. Za vsako napredovanje se zmagovalcu podeli tudi denarna nagrada, torej je skupni izkopiček večji od glavne nagrade. Prvo tekmovanje se je začelo avgusta 2005 s številko 13/3, končalo pa eno leto kasneje, zmagal pa ga je Chris Haslam.
Konec decembra 2006 se je začelo glasovanje za rolkarje, ki bodo v tekmovanje v letu 2007.
Tak tip tekmovanja je popolnoma nov koncept, še posebej zaradi višine nagrad, ki so v primerjavi z drugimi tekmovanji visoke, sodelovanje pa je po mnenju udeležencev dosti lažje, saj tekmovalci ne nastopajo pred množičnim občinstvom in lahko za snemanje enga trika porabijo zelo veliko časa. Zaradi tega se tekmovalci odrečejo težjim trikom, ki bi jih drugače uporabili v kakšnem rokarskemu filmu.

## Rezultati
| Leto    | Zmagovalec   | Triki | Sponzorji tekmovanja        | Nagradni sklad                      |
| ------- | ------------ | --- | --------------------------- | ----------------------------------- |
| 2005/06 | Chris Haslam | 1. krog - pole jam 5-0 varial kickflip 2. krog - switch one-foot manual 3. krog - kickflip bs noseblunt po drugi rolki 4. krog - fouble fickflip fastplant | Sobe, Tylenol, Skateboarder | Skupno: $53.000 Zmagovalec: $33.500 |
| 2006/07 | /            | / | /                           | /                                   |